# پیز سالاتچینا
پیز سالاتچینا (به لاتین: Piz Salatschina) یک کوه در سوئیس است که در کانتون گراوبوندن واقع شده‌است. پیز سالاتچینا ۲٬۸۲۴ متر بالاتر از سطح دریا واقع شده‌است.